# 馮譽臻
馮譽臻（1888年—？），字月樵，直隸省天津府天津縣人，宣統二年進士。

## 生平
光緒三十三年（1907年）秋，入學北洋大學堂工科採礦冶金門甲班生，預備班學生，宣統二年畢業。
宣統二年五月，北洋大學堂預科學生補習期滿，照中學堂給獎，獎給拔貢生。
宣統二年十月，學部會考北洋大學堂畢業學生，馮譽臻得67.21分，考列中等。
宣統二年十一月初九日己酉（1910年12月10日），賞給進士出身，以主事分部儘先補用。
農工商部主事